# 清田消防署

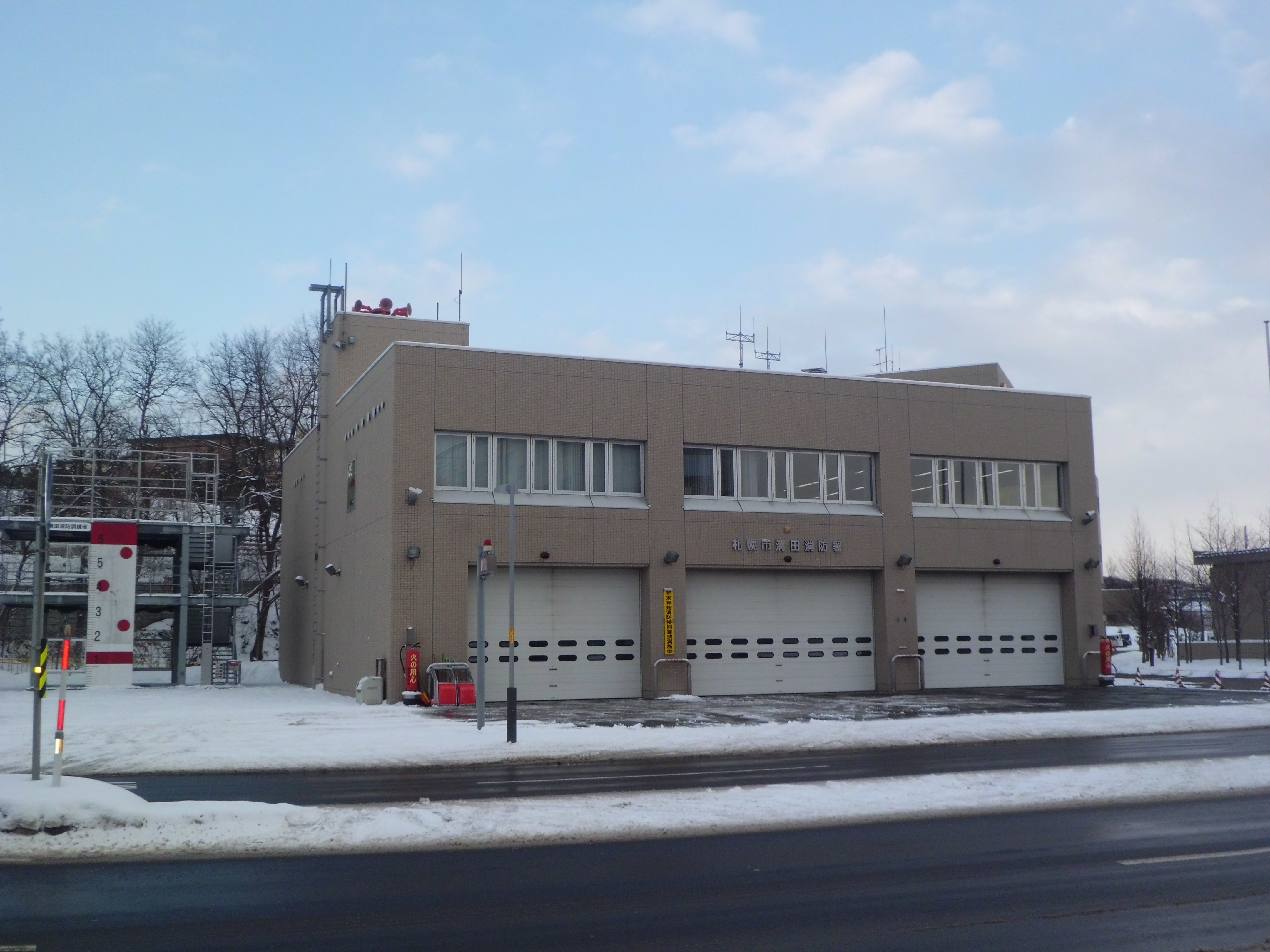
清田消防署

清田消防署（きよたしょうぼうしょ）は北海道札幌市清田区平岡1条1丁目にある、札幌市消防局の消防署である。
清田区役所に隣接している。

## 設置されている課
- 予防課
- 警防課

## 設置部隊
- 指揮隊
- 水槽隊
- 救急隊
- 特別救助隊

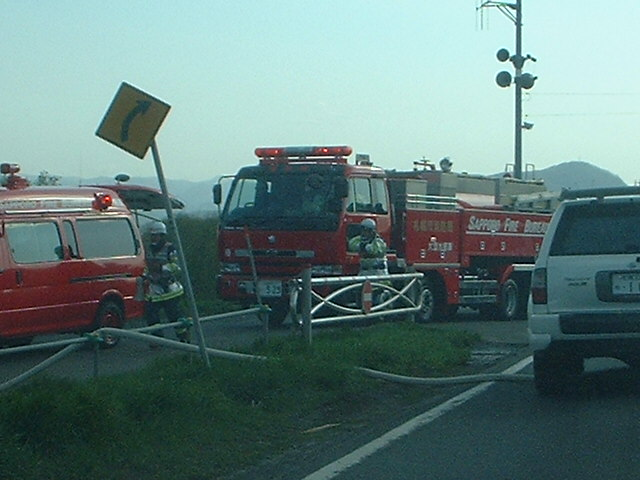
北野出張所大型水槽車

## 出張所
- 北野出張所（北野7条5丁目）
- 里塚出張所（里塚1条4丁目）

## 交通機関
- 東西線大谷地駅から大67・87・88に乗り換え「清田区役所」下車
- 中央バス「清田区役所」下車